# Хуань-ван
Хуань-ван (кит. трад.: 桓王; піньїнь: Huan) — 2-й ван Східної Чжоу, син і спадкоємець Пін-вана.
707 року до н. е. імператорські війська зазнали поразки при Сюйге (сучасна провінція Хенань) від Чжуан-ґуна, володаря держави Чжен. Сам Хуань-ван зазнав поранення стрілою в плече. Та поразка суттєво похитнула могутність династії Чжоу. Після цього припиняється активна зовнішня політика. Хуань-ван опікується лише власним володінням Чжоу, отримуючи від інших царств данину і податки на визнання своєї зверхності. У 700 році до н.е. вимушений був визнати за володарем царства Чу титул вана.